# Contes de la pleine lune
Contes de la pleine lune est le 10e album de bande dessinée mettant en scène le personnage de Mélusine, sorti en 2002. Les dessins sont de Clarke et le scénario de Gilson.

## Synopsis
L'album est composé de 38 gags d'une page chacun, d'un de deux pages et d'un de quatre pages, La majorité des gags a pour thème les contes de fée que lisent Mélusine ou Cancrelune et qui parlent de leurs rêves de trouver un prince charmant.
La dernière histoire donne son nom à l'album : Mélusine est chargée d'endormir Globule, jeune vampire turbulent, en lui lisant un conte. Mais visiblement, la version que donne Mélusine de l'histoire n'est pas du goût de l'enfant…

## Source
- www.bedetheque.com, « Mélusine » (consulté le 18 août 2008)